# Built to Spill
Built to Spill (с англ. — «Создан, чтобы разливаться») — американская инди-рок-группа, образованная в Бойсе, штат Айдахо, в 1992 году. Built to Spill, основанная вокалистом и гитаристом Дугом Мартшем, единственным постоянным участником, выпустила девять альбомов с момента своего основания.
Первоначально Мартш предполагал, что группа будет включать в себя меняющийся состав бэк-музыкантов для каждого альбома, но в конечном итоге остановился на стабильном составе более чем на десятилетие, прежде чем вернуться к своему первоначальному плану в 2012 году.

## Характеристики
Стиль
Built to Spill обычно называют инди-рок-группой. Тим Сендра из AllMusic назвал Built to Spill «одной из самых популярных и влиятельных инди-рок-групп» и отметил стилистическую эволюцию группы от «редкого лоу-фай» в начале их карьеры к звучанию, описанному как «утонченное эмо» позже. Он также описал звучание группы как смесь «постмодернистской поп-музыки в стиле Pavement» и «свободного, просторного джема», ассоциируемого с такими исполнителями, как Нил Янг.

## Наследие
Достижения
Получив последовательное признание критиков на протяжении всей своей карьеры, три альбома группы — There's Nothing Wrong with Love (1994), Perfect from Now On (1997) и Keep It Like a Secret (1999) — вошли в топ-50 списка 100 лучших альбомов 1990-х годов по версии Pitchfork. Keep It Like a Secret (1999) стал первым альбомом группы, попавшим в чарт Billboard 200, а их релиз There Is No Enemy (2009) стал самым успешным за всю карьеру и достиг 50-го места в Billboard 200.
Влияние на других исполнителей
Творчество Built to Spill оказало влияние на альт-рок-исполнителей, таких как Modest Mouse и Death Cab for Cutie.

## Дискография
Смотри статью «Дискография Built to Spill» в англ. разделе.
- Ultimate Alternative Wavers (1993)
- There's Nothing Wrong with Love (1994)
- Perfect from Now On (1997)
- Keep It Like a Secret (1999)
- Ancient Melodies of the Future (2001)
- You in Reverse (2006)
- There Is No Enemy (2009)
- Untethered Moon (2015)
- When the Wind Forgets Your Name (2022)